# Сен Сен Дени
Сен Сен Дени (на френски: Seine-Saint-Denis, (френско произношение: [sɛn.sɛ̃.də.ni])) е департамент в регион Ил дьо Франс, северна Франция. Образуван е през 1968 година от североизточните части на дотогавашния департамент Сен и малки части на Сен е Оаз, като получава името на департамента Сен и на град Сен Дени. Площта му е 236 km², а населението – 1 515 983 души (2009). Административен център е град Бобини.